# Parasquillidae
Parasquillidae är en familj av kräftdjur. Parasquillidae ingår i överfamiljen Parasquilloidea, ordningen mantisräkor, klassen storkräftor, fylumet leddjur och riket djur. Enligt Catalogue of Life omfattar familjen Parasquillidae 2 arter. 
Parasquillidae är enda familjen i överfamiljen Parasquilloidea.
Kladogram enligt Catalogue of Life:
| Parasquillidae | \| \| Parasquilla \| \| \| \| \| \| Pseudosquillopsis \| \| \| \| |
|                | \| \| Parasquilla \| \| \| \| \| \| Pseudosquillopsis \| \| \| \| |
|                | Parasquilla                                                       |
|                |                                                                   |
|                | Pseudosquillopsis                                                 |
|                |                                                                   |